# موهان بابو
موهان بابو هو منتج أفلام وسياسي وممثل هندي، ولد في 19 مارس 1952 بمقاطعة جيتور في الهند. من الجوائز التي نالها جائزة فيلم فير جنوب.

## أعمال

### أفلام
- (2009) سليم

## جوائز
- جائزة فيلم فير جنوب

## وصلات خارجية
- موهان بابو على موقع IMDb (الإنجليزية)
- موهان بابو على موقع قاعدة بيانات الفيلم (الإنجليزية)